# Championnats du monde de lutte 2009
Navigation
Tokyo 2008 Moscou 2010
Les Championnats du monde de lutte 2009 se sont déroulés du 21 au 27 septembre 2009 à Herning au Danemark.

## Résultats

### Lutte libreHommes
| Épreuves | Or                    | Argent                   | Bronze               |
| -------- | --------------------- | ------------------------ | -------------------- |
| 55 kg    | Yang Kyong-il         | Sezar Akgül              | Rizvan Gadzhiev      |
| 55 kg    | Yang Kyong-il         | Sezar Akgül              | Viktor Lebedev       |
| 60 kg    | Besik Kudukhov        | Zəlimxan Hüseynov        | Dilshod Mansurov     |
| 60 kg    | Besik Kudukhov        | Zəlimxan Hüseynov        | Vasyl Fedoryshyn     |
| 66 kg    | Mehdi Taghavi         | Rasul Dzhukayev          | Tatsuhiro Yonemitsu  |
| 66 kg    | Mehdi Taghavi         | Rasul Dzhukayev          | Leonid Spiridonov    |
| 74 kg    | Denis Tsargush        | Çamsulvara Çamsulvarayev | Ramesh Kumar         |
| 74 kg    | Denis Tsargush        | Çamsulvara Çamsulvarayev | Sadegh Goudarzi      |
| 84 kg    | Zaurbek Sokhiev       | Jake Herbert             | Ibrahim Aldatov      |
| 84 kg    | Zaurbek Sokhiev       | Jake Herbert             | Şərif Şərifov        |
| 96 kg    | Khadzhimurat Gatsalov | Xetaq Qazyumov           | Serhat Balcı         |
| 96 kg    | Khadzhimurat Gatsalov | Xetaq Qazyumov           | Georgi Gogshelidze   |
| 120 kg   | Beylal Makhov         | Fardin Masoumi           | Ioannis Arzoumanidis |
| 120 kg   | Beylal Makhov         | Fardin Masoumi           | Tervel Dlagnev       |

### Lutte gréco-romaineHommes
| Épreuves | Or                 | Argent             | Bronze               |
| -------- | ------------------ | ------------------ | -------------------- |
| 55 kg    | Hamid Sourian      | Roman Amoyan       | Håkan Nyblom         |
| 55 kg    | Hamid Sourian      | Roman Amoyan       | Rovshan Bayramov     |
| 60 kg    | Islam-Beka Albiyev | Dilshod Aripov     | Nurbakyt Tengizbayev |
| 60 kg    | Islam-Beka Albiyev | Dilshod Aripov     | Vitali Rəhimov       |
| 66 kg    | Farid Mansurov     | Manuchar Tskhadaia | Ambako Vachadze      |
| 66 kg    | Farid Mansurov     | Manuchar Tskhadaia | Pedro Isaac          |
| 74 kg    | Selçuk Çebi        | Mark Madsen        | Aliaksandr Kikiniou  |
| 74 kg    | Selçuk Çebi        | Mark Madsen        | Farshad Alizadeh     |
| 84 kg    | Nazmi Avluca       | Mélonin Noumonvi   | Habibollah Akhlaghi  |
| 84 kg    | Nazmi Avluca       | Mélonin Noumonvi   | Pablo Shorey         |
| 96 kg    | Balázs Kiss        | Jimmy Lidberg      | Amir Ali-Akbari      |
| 96 kg    | Balázs Kiss        | Jimmy Lidberg      | Aslanbek Khouchtov   |
| 120 kg   | Mijaín López       | Dremiel Byers      | Jalmar Sjöberg       |
| 120 kg   | Mijaín López       | Dremiel Byers      | Rıza Kayaalp         |

### Lutte libreFemmes
| Épreuves | Or                | Argent             | Bronze               |
| -------- | ----------------- | ------------------ | -------------------- |
| 48 kg    | Mariya Stadnik    | Larisa Oorzhak     | So Sim-Hyang         |
| 48 kg    | Mariya Stadnik    | Larisa Oorzhak     | Lyudmyla Balushka    |
| 51 kg    | Sofia Mattsson    | Han Kum-Ok         | Oleksandra Kohut     |
| 51 kg    | Sofia Mattsson    | Han Kum-Ok         | Yuri Kai             |
| 55 kg    | Saori Yoshida     | Sona Ahmedli       | Alena Filipava       |
| 55 kg    | Saori Yoshida     | Sona Ahmedli       | Tonya Verbeek        |
| 59 kg    | Yuliya Ratkevich  | Agata Pietrzyk     | Marianna Sastin      |
| 59 kg    | Yuliya Ratkevich  | Agata Pietrzyk     | Ganna Vasylenko      |
| 63 kg    | Mio Nishimaki     | Lubov Volosova     | Yelena Shalygina     |
| 63 kg    | Mio Nishimaki     | Lubov Volosova     | Justine Bouchard     |
| 67 kg    | Martine Dugrenier | Yulia Bartnovskaia | Ifeoma Iheanacho     |
| 67 kg    | Martine Dugrenier | Yulia Bartnovskaia | Badrakhyn Odonchimeg |
| 72 kg    | Qin Xiaoqing      | Ochirbatyn Burmaa  | Maider Unda          |
| 72 kg    | Qin Xiaoqing      | Ochirbatyn Burmaa  | Stanka Zlateva       |

## Tableau des médailles
| Rang  | Nation        | Or | Argent | Bronze | Total |
| ----- | ------------- | -- | ------ | ------ | ----- |
| 1     | Russie        | 5  | 4      | 3      | 12    |
| 2     | Azerbaïdjan   | 3  | 4      | 3      | 10    |
| 3     | Iran          | 2  | 1      | 4      | 7     |
| 4     | Turquie       | 2  | 1      | 2      | 5     |
| 5     | Japon         | 2  | 0      | 2      | 4     |
| 6     | Corée du Nord | 1  | 1      | 1      | 3     |
| 6     | Suède         | 1  | 1      | 1      | 3     |
| 6     | Ouzbékistan   | 1  | 1      | 1      | 3     |
| 9     | Canada        | 1  | 0      | 2      | 3     |
| 9     | Cuba          | 1  | 0      | 2      | 3     |
| 11    | Hongrie       | 1  | 0      | 1      | 2     |
| 12    | Chine         | 1  | 0      | 0      | 1     |
| 13    | États-Unis    | 0  | 2      | 1      | 3     |
| 14    | Danemark      | 0  | 1      | 1      | 2     |
| 14    | Géorgie       | 0  | 1      | 1      | 2     |
| 14    | Mongolie      | 0  | 1      | 1      | 2     |
| 17    | Arménie       | 0  | 1      | 0      | 1     |
| 17    | France        | 0  | 1      | 0      | 1     |
| 17    | Pologne       | 0  | 1      | 0      | 1     |
| 20    | Ukraine       | 0  | 0      | 5      | 5     |
| 21    | Biélorussie   | 0  | 0      | 3      | 3     |
| 21    | Kazakhstan    | 0  | 0      | 3      | 3     |
| 23    | Bulgarie      | 0  | 0      | 1      | 1     |
| 23    | Grèce         | 0  | 0      | 1      | 1     |
| 23    | Inde          | 0  | 0      | 1      | 1     |
| 23    | Nigeria       | 0  | 0      | 1      | 1     |
| 23    | Espagne       | 0  | 0      | 1      | 1     |
| Total | Total         | 21 | 21     | 42     | 84    |